# ユ・ボムソク
ユ・ボムソク（1998年4月24日 - ）は、韓国出身のプロアイスホッケー選手。ポジションはディフェンス。アジアリーグアイスホッケーのHLアニャンに所属。

## 経歴
光成高等学校から高麗大学へ進学。
2022-2023シーズンにHLアニャンへ入団。
2023-2024シーズンはチームが2シーズン連続となる8度目の優勝を果たし、ユも優勝を経験することになった。